# Храм Землі

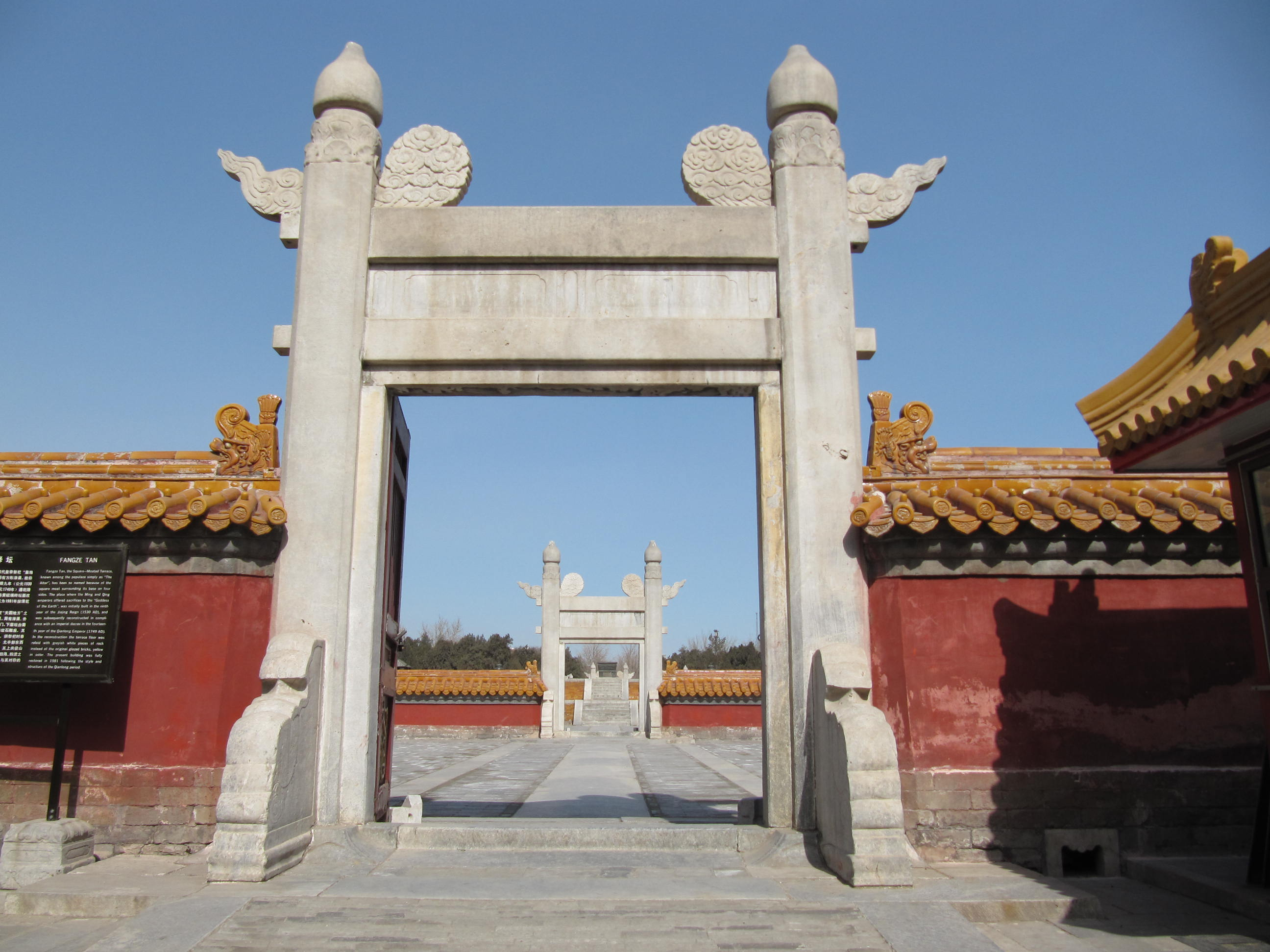
Сходи до вівтаря в Храмі Землі

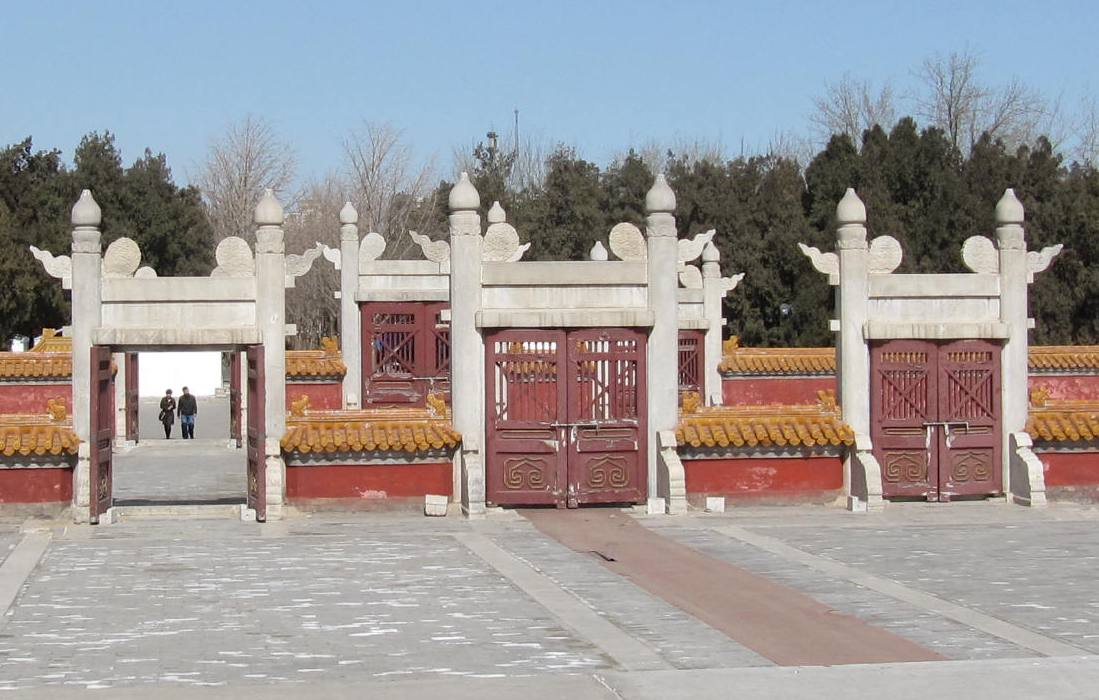

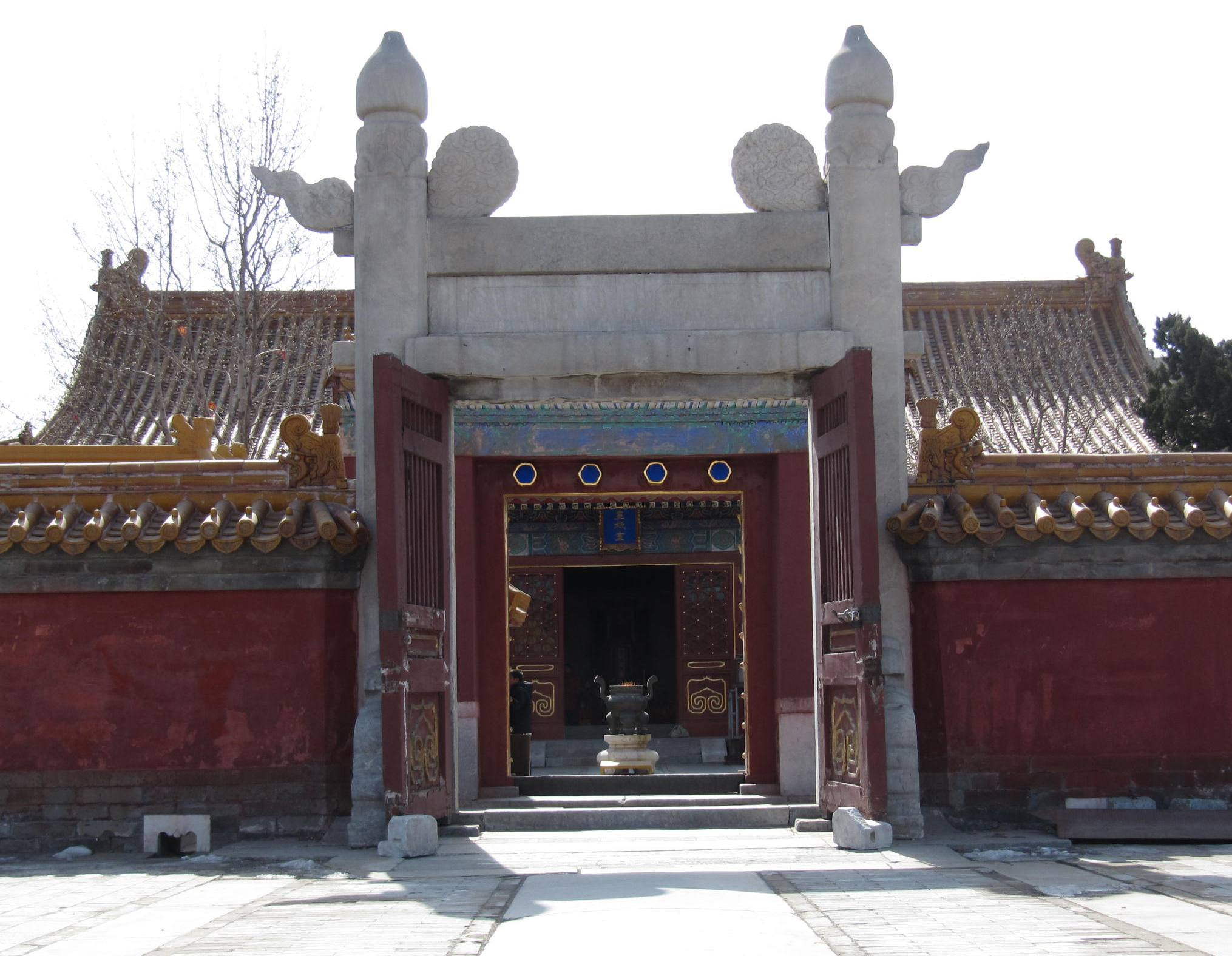

Храм Землі (кит. трад. 地壇, спр. 地坛, піньїнь: Dìtán, акад. Дитань) — храм в Пекіні, другий за величиною з чотирьох головних храмів після храму Неба. Розташований у північній частині міста, біля воріт Аньдінмень, за межами другої кільцевої автодороги. Знаходиться в кількох сотнях метрів на північ від Юнхегуна.
Храм був побудований в 1530 році, за часів династії Мін. Імператори династій Мін і Цін завжди були присутні на щорічному ритуалі жертвоприношення небу в день літнього сонцестояння.

## Історія

### Розташування, архітектура і будівництво
Храм Землі (також званий Дітаньський парк) був побудований в 1530 році за часів імператора Чжу Хоуцун династії Мін. Площа парку — 40 га, він знаходиться за межами пекінської другої кільцевої дороги. Під час Культурної революції в Китаї храм було зруйновано, проте пізніше відновлено і відреставровано.
У китайській культурі прості фігури символізують важливі космічні об'єкти. Цей храм символізує Землю, тому має квадратну форму. Квадрат — це важливий символ в китайській культурі й міфології, яким позначають Землю. На противагу цьому, Храм Неба має круглу форму, що символізує Небо. Згідно із задумом ці два храми, разом з храмами Місяця й Сонця, мають один з одним духовний зв'язок. Китайський уряд зробив Храм Землі однією з найважливіших історичних пам'яток, що знаходяться під особливою охороною.

### Дітаньський парк, сьогодення

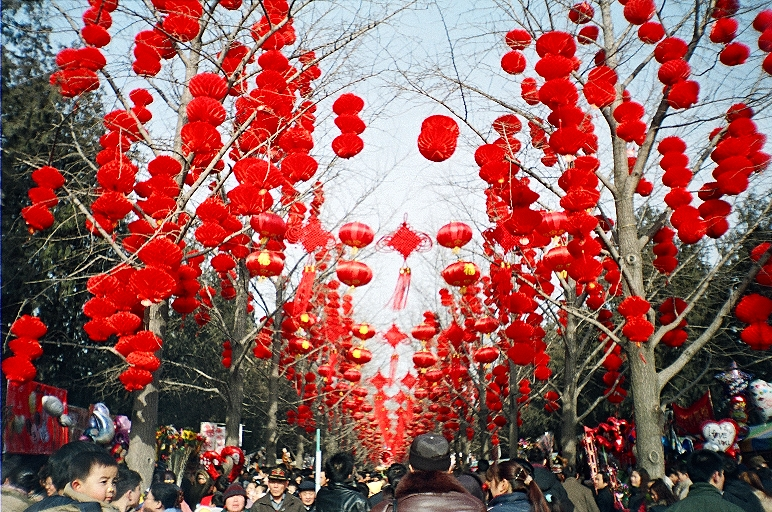
Фестиваль у Храмі Землі

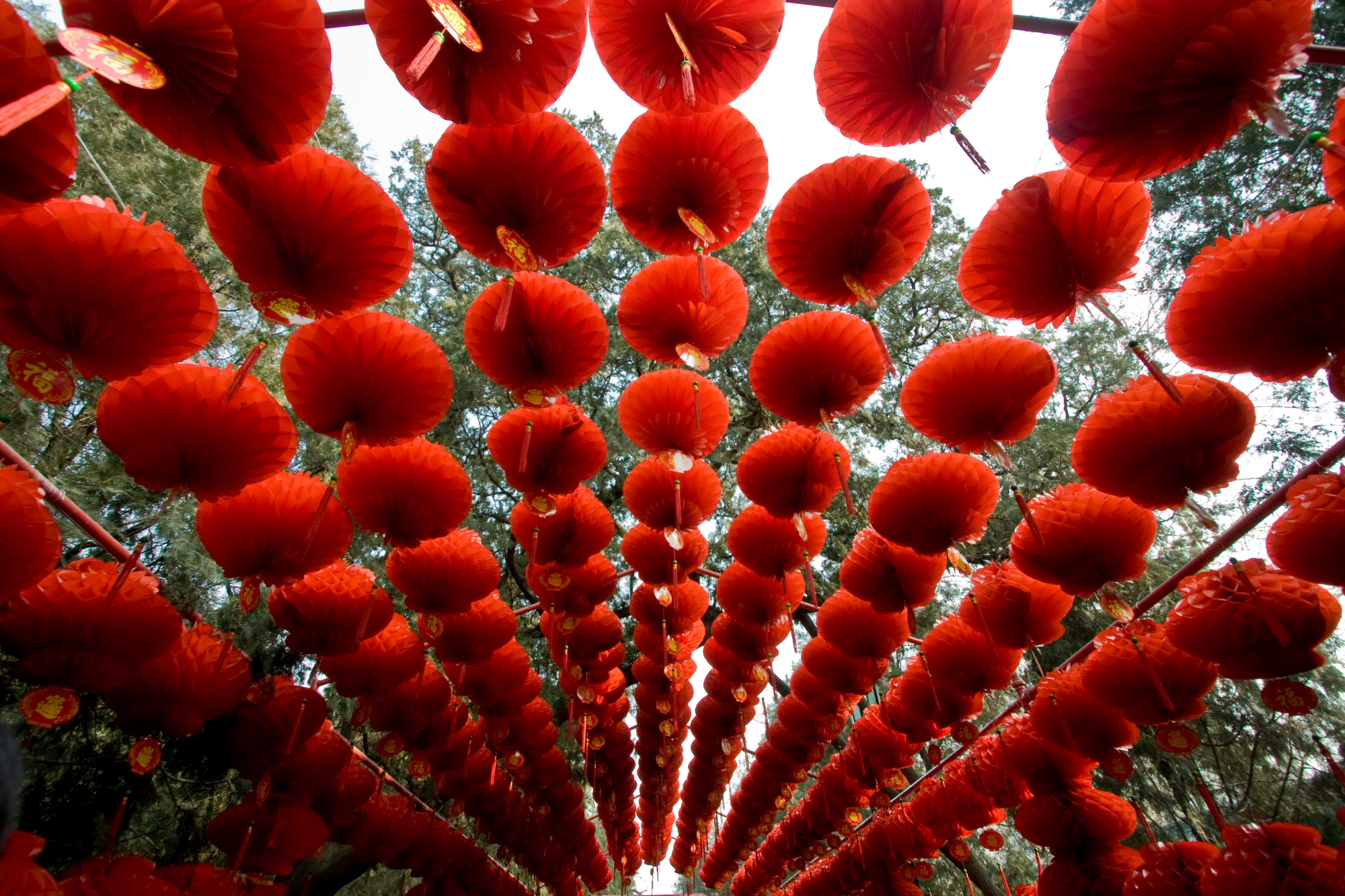
Червоні ліхтарі під час святкування китайського нового року в Храмі Землі

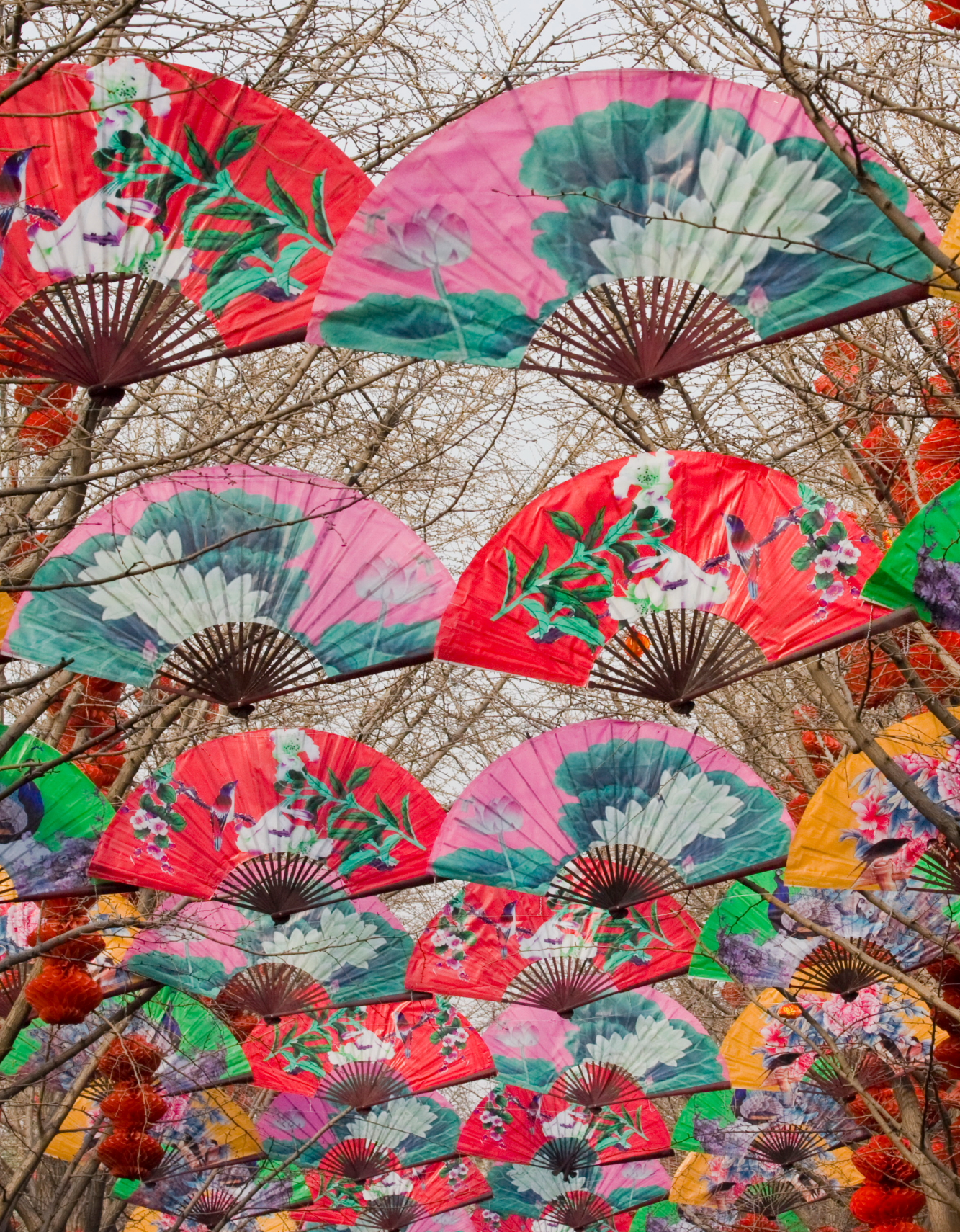
Барвисті віяла в храмі на китайський новий рік

У храмі та парку можна побачити велику кількість іноземців і китайських туристів. Сам храм займає малу частину від всього парку. Осторонь від храму, на території парку, розташовані дитячий майданчик, місце водної каліграфії, місця харчування та інші пам'ятки. У парку практично завжди є бігуни, і, крім того, це дуже популярне місце для заняття тайцзіцюанем. Починаючи з 1980-х тут регулярно проводяться традиційні храмові ярмарки протягом китайського місячного нового року.

## Релігійний характер храму
Храм Землі — це головний храм Пекіну, де люди можуть поклонитися Богу Землі.

### Ритуали і заходи
Храм Землі використовувався для конкретних цілей. Імператори династії Мін, а потім і Цін, використовували храм для жертвопринесень, щоб умилостивити богів, які, своєю чергою, допомагали народу. Ці жертви приносилися в Храмі Землі під час літнього сонцестояння. Деякі жертвоприношення проводилися для отримання хорошого врожаю, стабільності в країні й сприятливої погоди.
Під час китайського Нового Року (який зазвичай відзначається в перший день першого місяця за місячним календарем року) в Храмі Землі проходить дуже відомий фестиваль, на який збираються тисячі місцевих жителів і туристів. У цей час на деревах парку розвішують тисячі червоних ліхтарів.

### Храм
Вівтар у центрі храму називається Фан Цзе Тань «квадратний водний вівтар». Він використовується для жертвоприношень Богу Землі. По осі північ-південь храм складається з 5 основних будівель: вівтар Фан-цзе-тань, імператорський будиночок, жертовний павільйон, палац і склад. Фан-цзе-тань є головною будівлею храму.

### Небо, Сонце та Місяць
Храм Землі — ненайбільший храм Пекіну. Важливо зазначити його зв'язок з трьома іншими головними храмами міста. Кожен з трьох храмів, розташованих кожен зі свого боку міста, мав особливе призначення.

#### Храм Неба
Храм Неба — основний храм Пекіну. Він був збудований в 1406—1420 роках під час правління династії Мін. Це перший храм серед нинішнього комплексу храмів, який спочатку називався Храмом Неба й Землі, але назву змінили, коли побудували храми Землі, Місяця й Сонця. Сьогодні Храм Неба — це громадське місце, яке відкрило свої двері в 1912 році. Це місце популярне серед туристів і місцевих жителів. Комплекс храму у два рази перевищує Заборонене Місто.

#### Храм Місяця
Храм Місяця звели для поклоніння богам Місяця в 1530 році. Храм знаходиться в печері, що складається з вівтаря для жертвопринесення, молитов і поклоніння.

#### Храм Сонця
Храм Сонця побудували для поклоніння богам Сонця в 1530 році. Храм функціонував протягом багатьох років, поки не став туристичною визначною пам'яткою в 1951 році.